# Carl Rune Larsson
Ej att förväxla med Rune L. Larsson
Carl Rune Larsson, född 6 februari 1923 i Malmberget, död 23 mars 1989 i Uppsala, var en svensk dirigent och pianist.

## Biografi
Larsson studerade piano för Hilda Waldeland och Olof Wibergh samt dirigering för Tor Mann vid Musikhögskolan i Stockholm.
Han var repetitör vid Oscarsteatern i Stockholm 1947–1948, vid Kungliga Teatern 1948–1952, dirigent vid Stora Teatern i Göteborg 1952–1962, dirigent för Gävleborgs läns orkesterförening 1962–1967 samt director musices vid Uppsala universitet 1967–1989. 1968–1969 var han även sånganförare i Allmänna Sången.
Larsson grundade Uppsala Kammarorkester 1968, sedermera utvecklad till Upplands musikstiftelse. Carl Rune Larsson har gjort betydande insatser för svenskt musikliv och arbetade även för Rikskonserter och medverkade även en tid i Stockholms konserthusstiftelses repertoarråd.
Carl Rune Larsson invaldes som ledamot 804 av Kungliga Musikaliska Akademien den 19 februari 1976, och promoverades till hedersdoktor vid Uppsala universitet 1978.

## Diskografi
- Främling i paradis : ur op. "Kismet" / Ragnar Ulfung med orkester ; Dirigent: Carl Rune Larsson [Stockholm : Skandinaviska Grammophon], [1956]
- Romanser av Nystroem, Rangström och Karkoff : En julhälsning från Rikskonserter / Dorothy Irving och Carl Rune Larsson Expo Norr, [ca 1969]
- Världens vackraste vaggvisor / Gunnel Eklund,  Telestar,  1970
- Allan Pettersson / Karl Sjunnesson, Caprice,  1974, insp. 1973?
- Barfotasånger / Allan Pettersson Caprice, 1974
- Pettersson, Allan; Larsson Carl-Rune (1978). Symfoni, nr 12, "De döda på torget". Rikskonserter. Libris 11529375
- Pianokvartett e-moll ; Solo- och körsånger / Erik Gustaf Geijer Stockholm : Rikskonserter,  1982
- Linde, Bo; Jonth Margareta, Larsson Karl Rune (1988). Tio naiva sånger op. 20 (1959) ; Fyra barnsliga sånger : (1955) ; Årstiderna : (1946) ; Annas sagor : tolv sånger op. 2 (1952) ; Två barnsånger : (1953). Proprius. Libris 11541799
- Pettersson, Allan; Westerberg Stig, Larsson Carl Rune (1988). Concerto no. 1 for strings. Caprice composer series. Rikskonserter. Libris 11540857
- Colours in play / Åke Erikson Stockholm : STIM : Svensk Musik,  2005